# Финтинеле (Димбовіца)
Финтинеле (рум. Fântânele) — село у повіті Димбовіца в Румунії. Входить до складу комуни Кожаска.
Село розташоване на відстані 35 км на північний захід від Бухареста, 40 км на південний схід від Тирговіште, 106 км на південь від Брашова.

## Населення
За даними перепису населення 2002 року у селі проживали 2611 осіб.
Національний склад населення села:
| Національність | Кількість осіб | Відсоток |
| -------------- | -------------- | -------- |
| цигани         | 2553           | 97,8%    |
| румуни         | 56             | 2,1%     |

Рідною мовою назвали:
| Мова      | Кількість осіб | Відсоток |
| --------- | -------------- | -------- |
| циганська | 2553           | 97,8%    |
| румунська | 58             | 2,2%     |